# Wilhelm Simon
Wilhelm Simon (ur. 23 kwietnia 1900 w Wuppertalu, zm. 27 września 1971 w Bochum) – zbrodniarz nazistowski, Arbeitseinsatzführer w niemieckim obozie koncentracyjnym Mittelbau-Dora i SS-Oberscharführer.
1 sierpnia 1932 wstąpił do NSDAP i SS. 18 stycznia 1941 rozpoczął służbę w obozie Buchenwald. Początkowo był wartownikiem, następnie od lata 1942 został asystentem Arbeitseinsatzführera. Od 1 grudnia 1943 do kwietnia 1945 Simon pełnił funkcję Arbeitseinsatzführera w obozie Mittelbau-Dora (Nordhausen). Maltretował więźniów, bijąc ich kijem bądź biczem. Ci, którzy według Simona nie pracowali wystarczająco dobrze, skazywani byli na okrutne kary.
Wilhelm Simon został osądzony po zakończeniu wojny przez amerykański Trybunał Wojskowy w Dachau w procesie załogi Mittelbau-Dora (US vs. Kurt Andrae i inni). Za swoje zbrodnie skazany został na karę dożywotniego pozbawienia wolności. Z więzienia zwolniony został w 1954.